# Arvid Bergvall
Karl Arvid Bergvall, född 6 oktober 1881 i Östra Ny församling, Östergötlands län, död 19 september 1956 i Rönö socken, Östergötlands län, var en svensk spelman.
Bergvall var elev till spelmannen Pelle Fors i Rönö socken. Bergvalls farfar Sven Eriksson spelade fiol.

## Biografi
Arvid Bergvall föddes 6 oktober 1881 på Bergkvara under Höckerstad i Östra Ny socken. Han var son till lanthandlaren och vagnmakaren Karl August Svensson och Johanna Andersson. Bergvalls farfar Sven Eriksson i Häradshammars socken var spelman och spelade fiol. Familjen flyttade 1892 till Åkermåsen i samma socken. Bergvall började som 14-åring att spela klaver, men började sedan att ta lektioner i fiol för Pelle Fors på Mörjö gård i Rönö socken. Fors reste hem till Bergvall och undervisade honom i hemmet. Han lärde även ut sina egna låtar till Bergvall. 1908 deltog Bergvall i en spelmanstävling i Söderköping, tillsammans med 15 spelmän. Han slutade på en andra plats och fick en prissumma på 20 kr. De som tog hem förstapriset var Oskar Svensson i Linköping och Nils Olofsson i Sjögestad. De övriga som deltog i tävlingen var A. J. Carlsson, Erik ”Spel Erker” Eriksson, Pelle Fors, Niklas Larsson, P. Lundholm, Nicklas Nicklasson, Carl Pettersson, H. R. Svedberg, Arvid, Helge Svensson, Hjalmar Svensson, och Alfred Wærner.
Bergvall gifte sig 7 mars 1909 med Elin Amanda Charlotta Andersson (född 1884). De flyttade samma år till Stockerum i Rönö socken. Bergvall avled 19 september 1956 i Rönö socken.

## Verklista
Låtarna upptecknades 1930 av Olof Andersson.
- Vals i G-dur efter Pelle Fors.[3]
- Polska i G-dur efter Pelle Fors. Den är troligen en variant av en polska från 1700-talet som kallades Käringträtan.[3]
- Gökpolska i G-dur efter Pelle Fors.[3]
- Marsch Tyska klockspelet i A-dur. Melodin har vissa likheter med Stenbockens marsch samt en version av Bous belägring från Skåne.[3]
- Vals i G-dur efter Pelle Fors.[3]